# Barver Windmühle

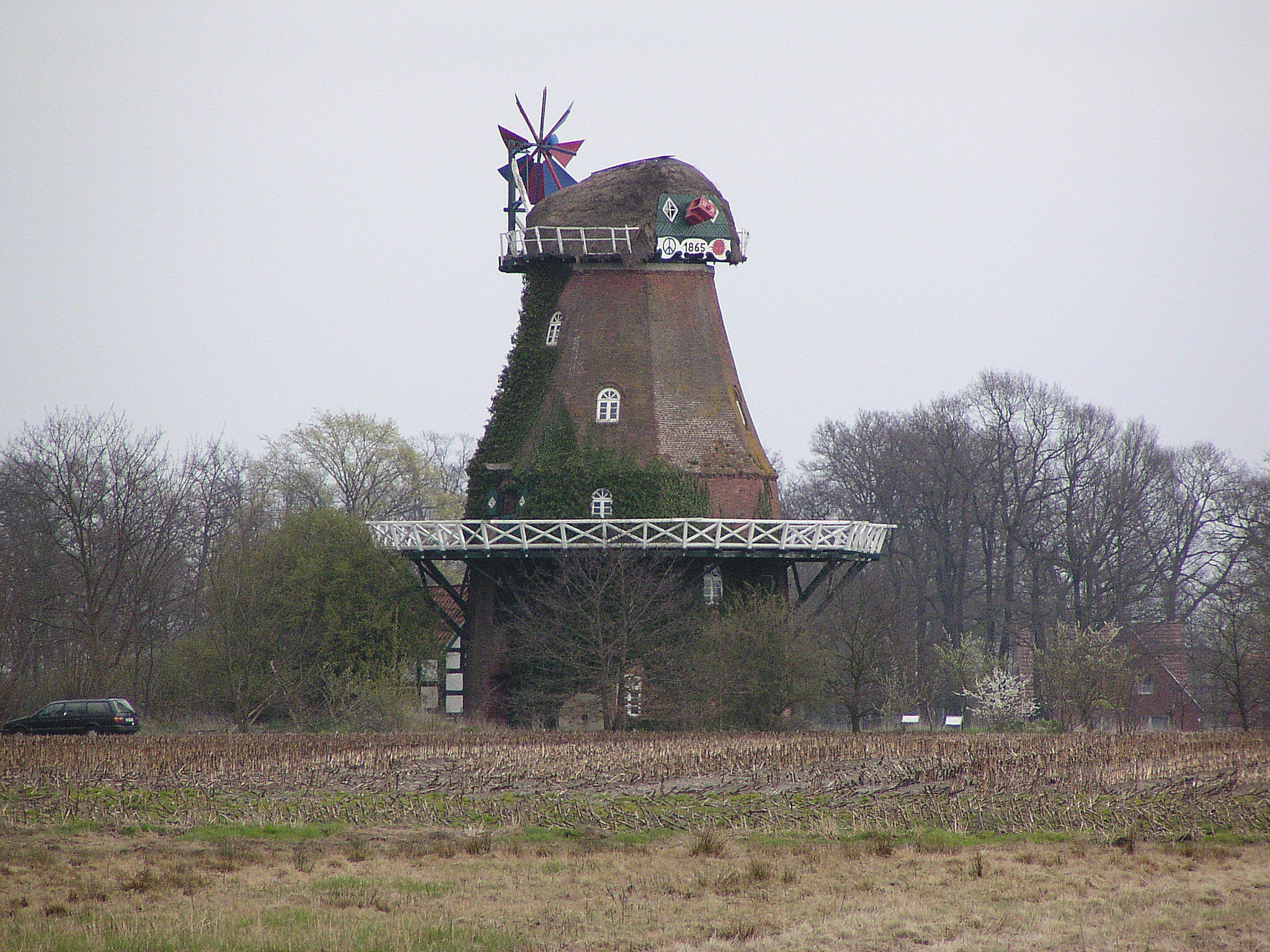
Barver Windmühle ohne Flügel, 2007

Die Barver Windmühle ist eine 1865 errichtete Holländerwindmühle in Barver in Niedersachsen; sie war Getreide-, Graupen- und Ölmühle. Die denkmalgeschützte Windmühle vom Typ Galerieholländer gehört zu den größten Mühlen im Landkreis Diepholz. Sie ist eine Station der Niedersächsischen Mühlenstraße. Eine Restaurierung der heute flügellosen Mühle ist geplant, um ihre Funktionstüchtigkeit wiederherzustellen. Am 9. Januar 2024 erhielt die Mühle vom Niedersächsischen Landesamt für Denkmalpflege den Titel Bauwerk von „nationaler Bedeutung“.

## Bauwerk

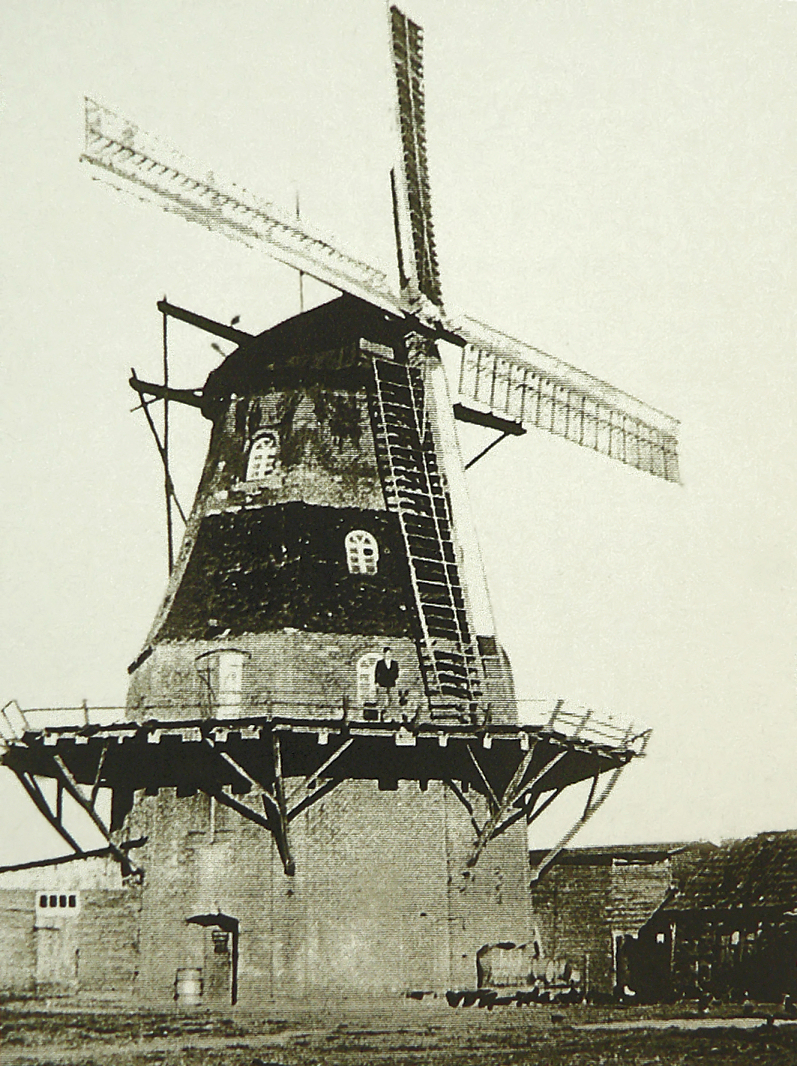
Die Mühle mit Flügeln Anfang des 20. Jahrhunderts

### Mühlengebäude
Die Barver Windmühle wurde 1865 von Johann-Ludiwig Oldewage erbaut.
Der 20 Meter hohe achteckige Turm der Mühle ist vollständig aus handgefertigten Ziegel- und Kalksteinen gemauert. Mahlwerk und Getriebe erstrecken sich über fünf Etagen. Der Durchmesser der Mühle beträgt 10 m, die Wanddicke variiert zwischen 1,2 m (unten) und 0,75 m (auf Kappenhöhe). Durch die 21 Meter langen Flügel konnte eine Leistung von 70 PS (55 kW) erreicht werden. Flügel sowie Steert und Bremse wurden von der Galerie als umlaufende hölzerne Arbeitsbühne aus bedient.

### Flügel
Die Kappe der Mühle ist drehbar gelagert, sodass die früher vorhandenen Flügel gegen den Wind ausgerichtet werden konnten. Die Stellung der Flügel war nicht nur für die Effektivität von Bedeutung, sondern schützte vor allem davor, dass bei Wind von hinten im Sturm die Flügel oder die gesamte Kappe heruntergerissen wurden.

Anfangs wurden die Flügel über einen Steert ausgerichtet, einen langen Balken, der an der Kappe befestigt ist und bis zur Galerie reicht. Damit war die Drehung der Kappe von der Galerie aus möglich.
Später wurde der Steert von der Windrose abgelöst. Das ist ein Hilfswindrad, das mit seiner Drehachse senkrecht zu den Hauptflügeln angebracht ist. Bei Seitenwind wird die Windrose angetrieben und treibt den Drehkranz an, auf dem die Kappe sitzt, sodass sich die Kappe dreht und die Hauptflügel wieder gegen den Wind gerichtet werden.

### Backhaus, Brunnen und Müllerhaus

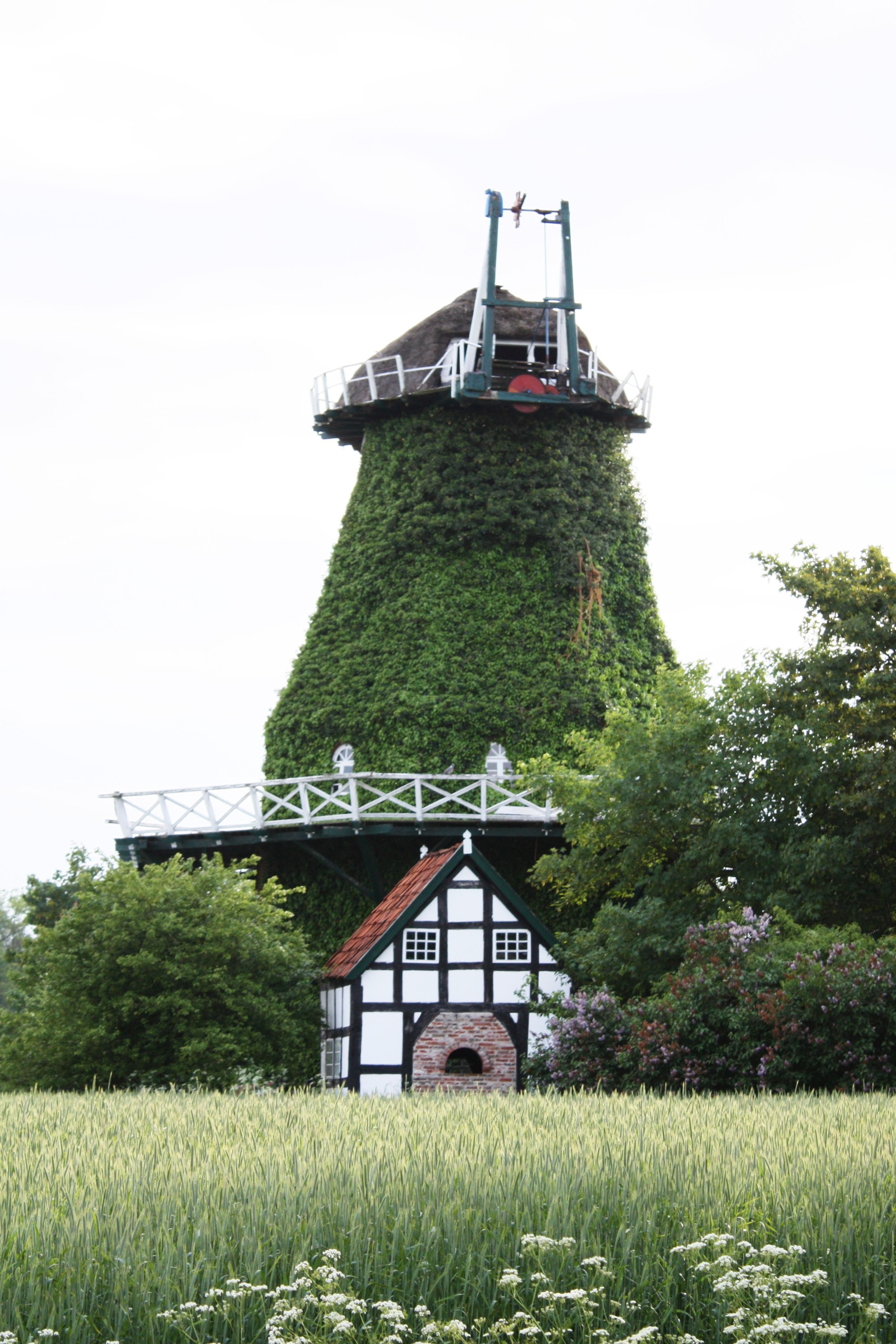
Die Mühle mit dem Backhaus, 2010

Auf dem Mühlengrundstück befinden sich ein Backhaus und ein Brunnen, der beim Bau der Mühle ausgehoben wurde. Das nach 1920 von einem Pächter errichtete Backhaus konnte nicht erhalten werden. Stattdessen wurde hinter der Mühle ein zeitgetreues Backhaus aus Barver aufgebaut. 1867 wurde neben der Mühle ein Müllerhaus erbaut, das zweimal abbrannte.

## Funktionen
Die Windmühle in Barver ist europaweit die letzte erhaltene Mühle, in der die Funktionen einer Öl-, Graupen- und Getreidemühle vereint sind.

### Getreidemühle
Auf Höhe der Galerie befinden sich drei windbetriebene Mahlgänge, um Getreidekörner zu Mehl zu mahlen. Es gibt einen weiteren Mahlgang, der jedoch von einem Ölmotor angetrieben wurde. Dadurch konnte auch bei Windstille gemahlen werden, sodass es nicht zu Mehlengpässen kam.

### Graupenmühle
Der Graupengang liegt ebenfalls auf Höhe der Galerie. Er ist windbetrieben, kann aber erst bei starkem Wind mit Stärken ab 6 Beaufort genutzt werden, wenn der Wind für den normalen Mahlprozess zu stark ist.

Um Graupen herzustellen, werden Gerstenkörner in einer sich drehenden Trommel geschleudert. Dadurch wird Material abgetragen und die Körner verkleinern sich so lange, bis sie durch kleine Löcher am Außenmantel der Trommel herausgeschleudert werden. So erreicht man eine gleichmäßige Größe der Getreidekörner. Gleichzeitig werden die Körner beim Schleudern geschält und poliert.

### Ölmühle
Die Ölmühle im Erdgeschoss besteht unter anderem aus einem Kollergang. Dort kreisen zwei senkrechte Steine auf einem waagerechten Stein und zerquetschen durch ihr Gewicht die Ölkörner. Zusätzlich enthält die Ölmühle einen Ofen zum Erwärmen der zerquetschten Ölsaat und eine Presse, um das Öl auszupressen.

## Betriebsdauer und Restaurierung

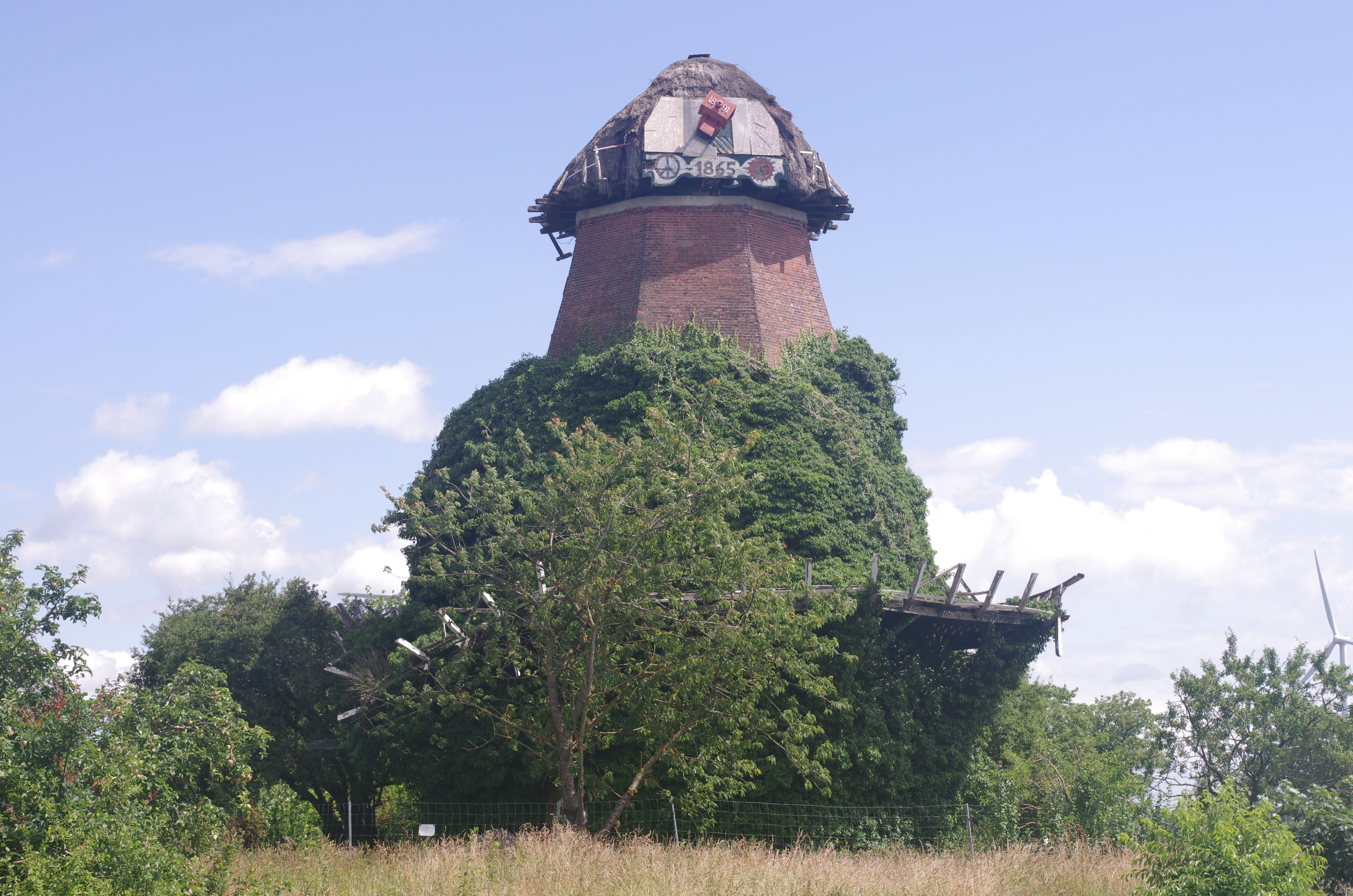
Zustand der Mühle im Juli 2024

Die Mühle war von 1865 bis zu ihrer Stilllegung 1961 in Betrieb. Einer Quelle nach wurde sie 1911 auf Motorbetrieb umgestellt. Laut einer anderen Quelle bekam sie in den 1930er Jahren einen Dieselmotor und 1951 einen Elektromotor.
Um das kulturhistorisch wertvolle Gebäude zu erhalten, gründete sich bereits 1982 der „Verein zur Restaurierung und Erhaltung der einzigen Öl- , Getreide- und Graupenturmgallerie-Holländerwindmühle in Barver e.V.“. Zusätzlich wurde 2023 noch der „Förderverein Galerieholländerwindmühle Barver e.V.“ gegründet. Er hat das Ziel, die Windmühle zu restaurieren und zu erhalten. Nach der Restauration soll sie laut Verein vollständig funktionsfähig sein und wieder mahlen können.
Die Mühle ist die Station 12 der Niedersächsischen Mühlenstraße in der Region zwischen Weser und Hunte.